# Carnaval de Ovar
El Carnaval de Ovar es uno de los mayores eventos de este género en Portugal. Organizado desde 1952, el Carnaval atrae anualmente miles de visitantes, con tres Corsos Carnavalescos compuestos por más de 2000 figurantes.

## Historia

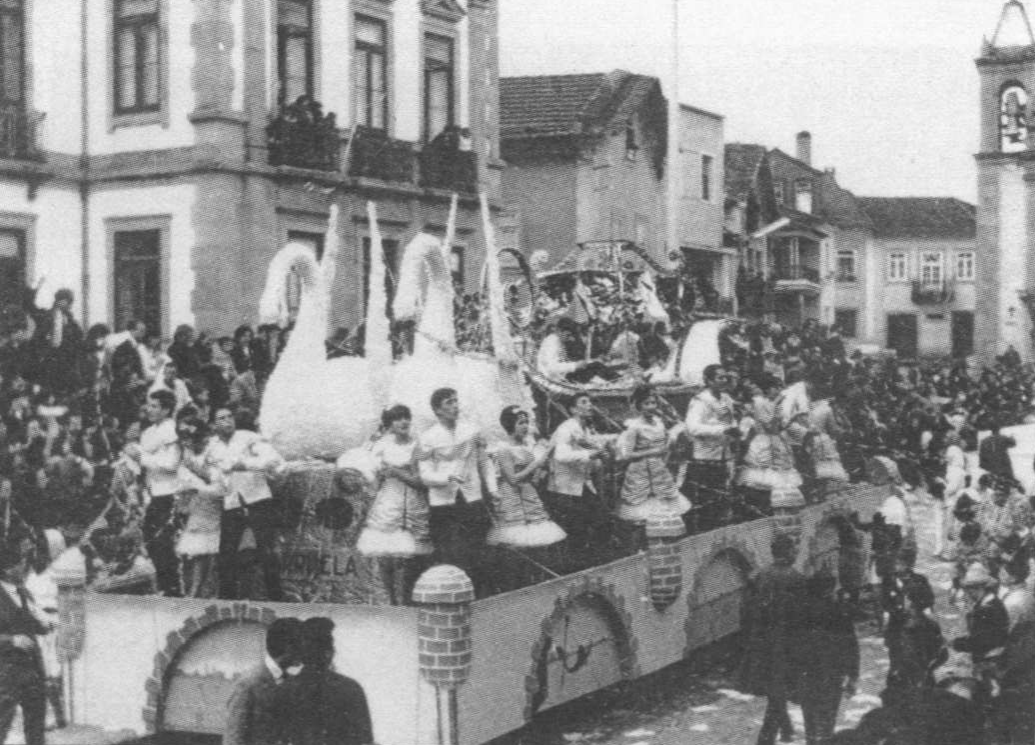
Coche Alegórico del Barrio de la Arandela, en un de los primeros desfiles del Carnaval de Ovar.

### 1887 a 1952
No se conoce el inicio de las tradiciones Carnavalescas en Ovar. Los periódicos vareiros se refieren al Carnaval de Ovar en 1887, designadamente “El Ovarense”, que entre otros refiere “Ha decahido muy la animación d’este bello tiempo dedicado a los divertimentos populares. De anno para anno se nota una diferencia considerable; esta diferencia, sin embargo, es general”.
La gran novedad en la primera década del siglo XX se da con la llegada del carnaval al teatro, habiéndose registrado tal por primera vez en 1904. En esa ocasión, se representó y se festejó con serpentinas y confetti, tanto en escenario como en la platea.
A Partir de 1929, el Carnaval renasce de las cenizas. En los años 30, el Carnaval de Ovar dejó las calles y se transfirió para los salones, habiendo sido una década de expansión para los Bailes de Carnaval de Ovar, que atrajeron gentes de varios municipios de la región.
Esta folia fue siendo ampliada y en 1939, el Carnaval descendió a la calle, porque los salones ya no comportaban el ansia del divertimento de los participantes.
La II Guerra Mundial interrumpió la sede de folia. Sin embargo, en 1945, la victoria de los aliados trajo consigo un ambiente de descompressão social nunca antes verificado. Los mercados se llenaron de productos y las personas, más alegres, volvieron a señalar el entrudo y, partir de esta época, los “barrios” se reunían en pequeños grupos y, a pie o encima de pequeños camiones de carga, con fantasías más elaboradas o más trapalhonas recorrían el centro de la entonces vila, acompañados de las bandas de música.
La rivalidade entre los barrios llevaba a que, de año para año, cada uno se aprimorasse – y los enmascarados que desfilaban a pie en breve siguieron el ejemplo, poniendo gradualmente de parte el tradicional dominó, la cara cubierta por máscaras, y surgieran con fantasías más cuidadas y más creativas.
En 1952, se procedió a la institucionalização y explotación del Carnaval como cartel turístico. Así, este año, a 24 de febrero, se realizó el primer cortejo de domingo gordo, organizado y concebido por el arquitecto Aníbal Emanuel de la Costa Rebelo, del Oporto, José Alves Torres Pereira, de la Póvoa de Varzim y José Maria Fernandes de la Gracia, de Ovar.
El éxito del Carnaval organizado se repite e inmediatamente en su cuarta edición, en 1954, él es invitado a desplazarse, el Martes, al Oporto, donde participa en el Corso de los Fenianos.
Fue así lanzada, en términos nacionales, la "gran fiesta vareira" también apelidada de Vitamina da Alegría (Vitamina de la Alegría).

### Década de 50

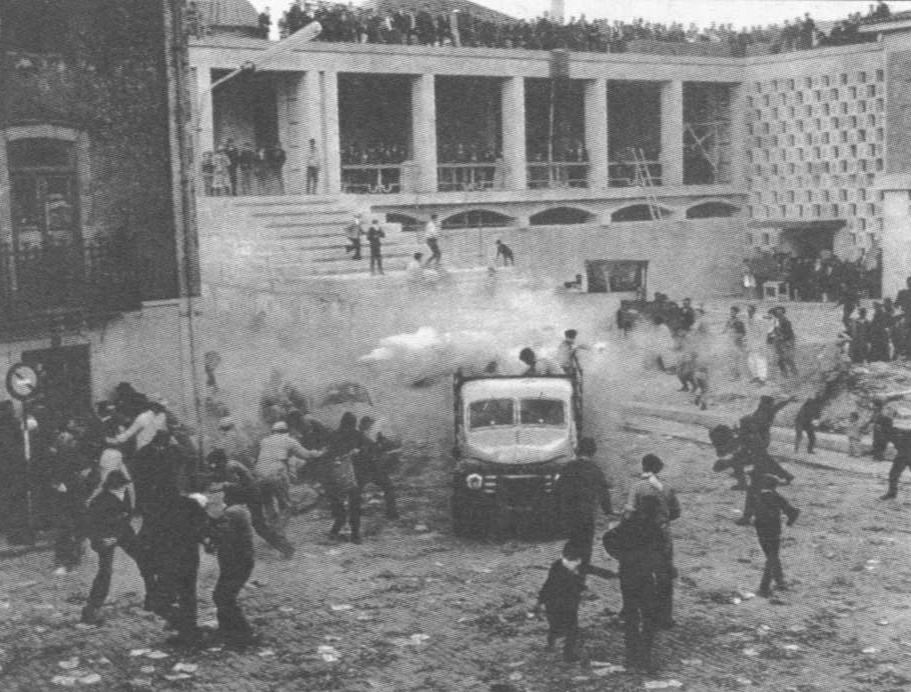
El apelidado Carnaval Sucio de la década de 1950.

Esta década fue marcada por el llamado Carnaval Sucio, un importante marco del Carnaval Vareiro. Durante 60 minutos, entre el sonar de dos señales sonoras (unos hablan de la sirene de los bomberos, otros de las campanas de la Iglesia Matriz), el centro de la vila (la ciudad ya no conoció esta celebración) se transformaba en un auténtico campo de batalla y se instalaba la más completa, nevoenta y barulhenta anarquía.

### Década de 1960
En 1961, por primera vez en su historia, la Reina del Carnaval fue una mujer, es decir, se sustituyó el uso del Rey casar con una Reina-Hombre.
De subrayar que la elección del Rey y de la Reina del Carnaval de Ovar representa, hasta hoy, un homenaje a ciudadanos del municipio que se destacaron por su implicación y contribución a la comunidad y al Carnaval.
Por primera vez, en 1963, el "corso" sale en los dos días grandes del Entrudo: Domingo y martes.

### Década de 1970
No habiendo habido desfile en 1975, por fuerza de las consecuencias de la posrevolución de 25 de abril, el Desfile de Carnaval de 1976 fue algo precario, teniendo los grupos de Carnaval desfilado con fantasías de años anteriores.

### Década de 1980
Esta década marcó la aparición del samba y del Cortejo Infantil en el Carnaval Vareiro.
La "Costa de Plata" sale, como proyecto de escuela de samba, en 1983. En 1989, son seis las Escuelas de Samba a desfilar.
También en la década de 1980, es fundado el grupo Axu-mal, una congregação de grupos piadísticos que se matém hasta a los días de hoy.

### Década de 1990
En 1990, el grupo "Vampiros" presenta la creación de una magnífica locomotiva, en tamaño real, totalmente hecha en espuma, que tuvo un relevante impacto al nivel de la calidad del trabajo de los Grupos.
Para una mejor evaluación, en 1992, se dividen los grupos en dos categorías: Passerelle y Carnavalescos.
En 1998, dando respuesta la cuestiones legales que se levantaban en la hora de la atribución, por parte de la Cámara Municipal de Ovar, del dinero necesario a la organización de la fiesta a la entonces llamada, Comisión de Carnaval, es creada la Fundación del Carnaval de Ovar que integró, desde 2007, en su administración, representantes nombrados por la Cámara Municipal y también por los Grupos de Carnaval.

### Década de 2000

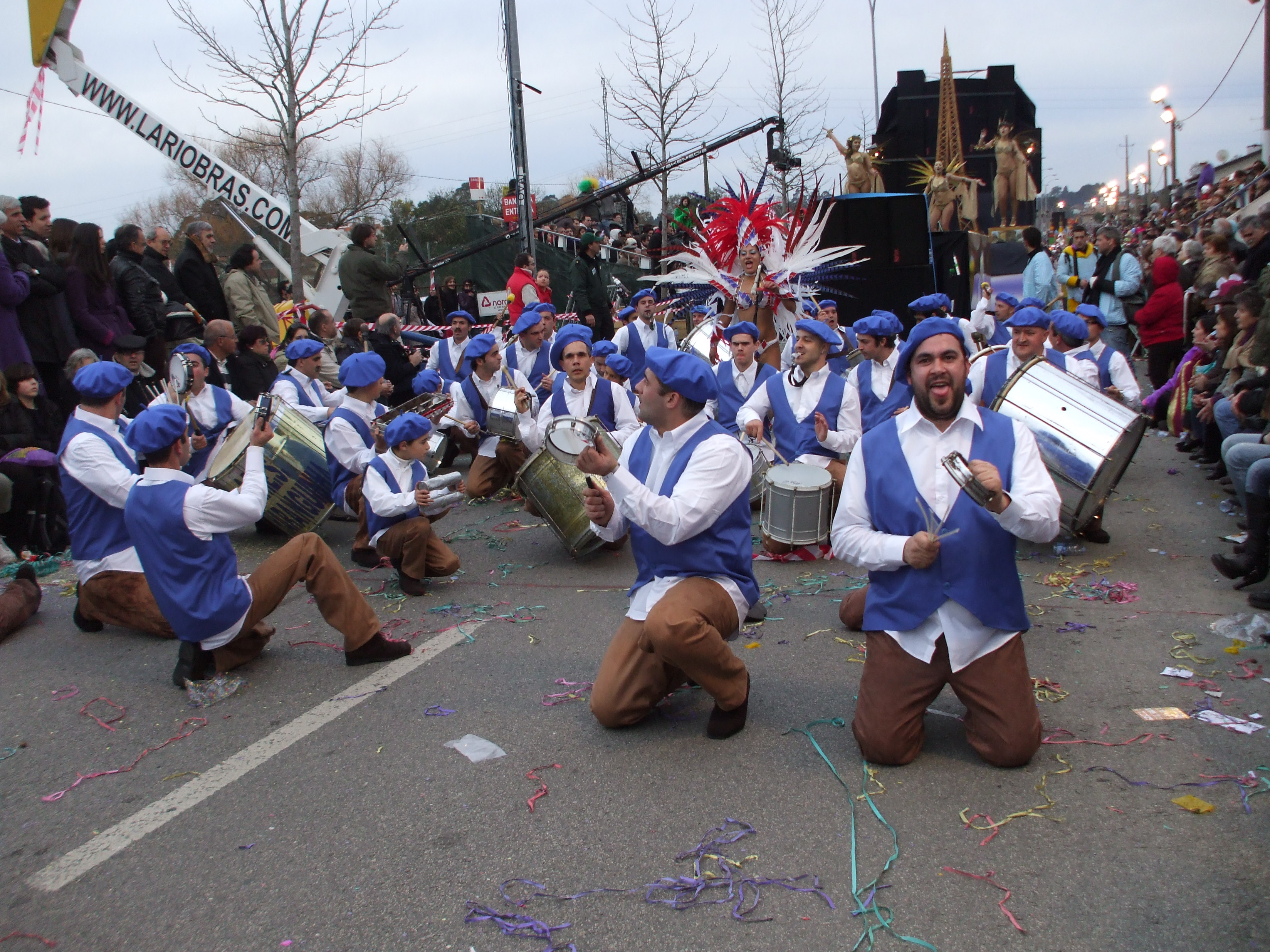
Los Grandes Corsos Carnavalescos de Domingo y martes de Carnaval son los principales eventos del Carnaval de Ovar.

La Fundación del Carnaval de Ovar trajo una nueva dinámica al Carnaval de Ovar, contribuyendo para su afirmación de la gran Fiesta de la Ciudad, a través del fomento de acciones dirigidas a un público cada vez más diversificado, proyectando cada vez más el Carnaval. Son ejemplo de esto, la creación de nuevos recorridos, el Carnaval Sénior, que reúne seniores de toda la región, la implementación de la TentZone para un público más joven, entre otras manifestaciones como espectáculos callejeros, exposiciones y conciertos al aire libre.
Al largo de casi 14 años de existencia, el gran proyecto de la Fundación del Carnaval de Ovar fue la Aldea del Carnaval, inaugurada a 14 de septiembre de 2013, por la Cámara Municipal de Ovar. (La Fundación fue extinta en 2012, en virtud de publicación de legislación que visaba la extinción de Fundaciones).

### Actualidad
En 2013, es inaugurada la Aldea del Carnaval. La construcción de este equipamiento surgió de la necesidad de crear un espacio que pudiera albergar los locales de trabajo de los veinte Grupos de Carnaval y cuatro Escuelas de Samba, dadas las dificultades, resultantes del crecimiento de la ciudad, en mantenerlas en el tejido urbano. Se concentró así, en un único espacio, actividades relacionadas con la preparación del Carnaval, que envuelven design, quiere de vestuario, quiere de elementos alegóricos, el desarrollo de estructuras mecánicas de apoyo al desfile, la experimentación de nuevas tecnologías, la música, a baila, el teatro callejero.
El Carnaval de Ovar se asume actualmente como uno de los principales eventos de este género en Portugal, registrando generalmente, cada año, un mayor número de visitantes.

## Programa

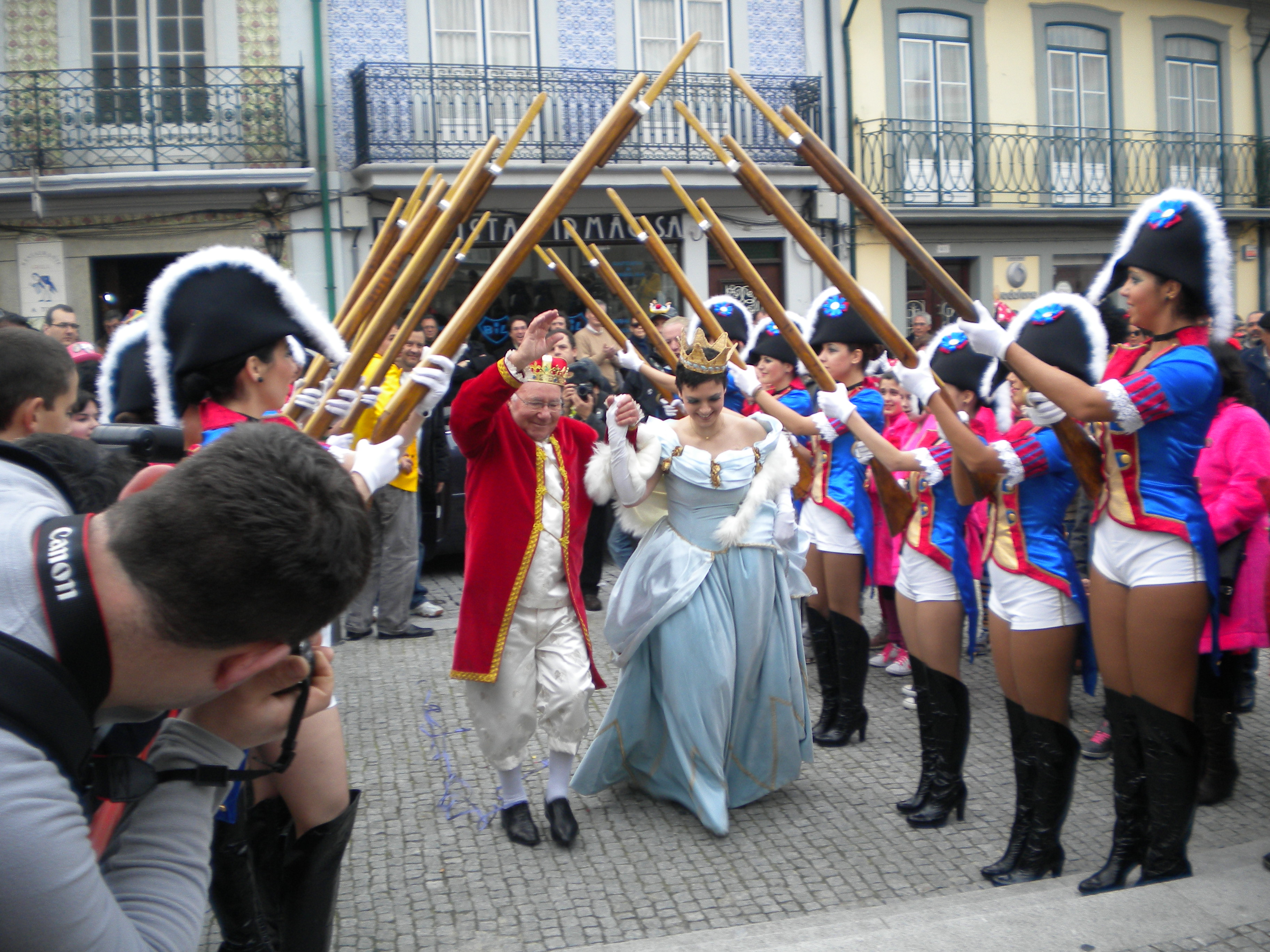
La Llegada del Rey acontece siempre en el Tercero Domingo antes del día de Carnaval.

El Carnaval de Ovar transcurre en eventos agendados durante, sensiblemente, un mes, aunque su preparación sea antecedida por varios meses.
Una vez que el día de Carnaval es móvil (aunque sea siempre un martes), los varios eventos del Carnaval de Ovar son programados en función del cálculo de este día, cada año.
Aun así, los principales eventos son habitualmente agendados de la siguiente forma:
- Cuarto sábado antes del día de Carnaval - Apertura Oficial del Carnaval de Ovar: Desfile de representantes de todos los Grupos y Escuelas de Samba;[28]
- Tercer domingo antes del día de Carnaval - Llegada del Rey: Presentación del Rey del Carnaval de Ovar, con un desfile en el cual participan todos los Grupos y Escuelas de Samba. Los Grupos Carnavalescos compiten en la categoría de "Piada Colectiva", desfilando con una piada referente a un determinado asunto del cotidiano, generalmente, con teor de crítica social;[29]

- Según Domingo antes del día de Carnaval - Carnaval de los Niños: Desfile de niños de diversas instituciones y de las Escuelas Básicas del municipio;[30][31]
- Jueves antes del día de Carnaval - "Quinta del Quim": Concierto del músico Quim Barreiros, con entrada libre. La participación ininterrupta del músico en el Carnaval de Ovar acontece hace decenas de años, siendo ya considerada una de las tradiciones de este evento;[32][33][34]
- Viernes antes del día de Carnaval - Noche de la Farrapada: Desfile espontâneo nocturno, en el cual la participación es ensanchada a la población en general;[35][36]
- Sábado antes del día de Carnaval - Desfile de Escuelas de Samba: Desfile nocturno, en el cual desfilan las cuatro Escuelas de Samba de Ovar;[12]
- Domingo antes del día de Carnaval - Grande Corso Carnavalesco: Principal desfile de Carnaval, donde desfilan todos los Grupos Carnavalescos y Escuelas de Samba;
- Lunes antes del día de Carnaval - Noche Mágica: Evento nocturno que reúne miles de foliões en el centro de la ciudad, en una fiesta que dura hasta al amanecer del día siguiente.[37][38][39]
- Día de Carnaval - Grande Corso Carnavalesco: Reedição del desfile de Domingo, en todo semejante a este. A La noche, son presentadas las Clasificaciones relativas a los desfiles de los Grupos y Escuelas de Samba, con entrega de premios a los vencedores en cada categoría, acto que concluye oficialmente el evento.[40]

## Participantes
Participan en el Carnaval de Ovar más de 2000 figurantes, en su mayoría, habitantes del municipio de Ovar.
Más allá de participar de forma voluntaria en la preparación de los adereços que integran los varios desfiles, estos elementos pagan aún cuotas anuales (este valor varía consoante el Grupo), de forma a completar la financiación concedida por la Cámara Municipal. Los Grupos de Carnaval que desfilan en Ovar, para clasificación, se organizan en las siguientes asociaciones:

### Escuelas de Samba
| Nombre            | Fundación | Palmarés (años en que venció o mejor clasificación obtenida)                                   | N.º de Victorias |
| ----------------- | --------- | ---------------------------------------------------------------------------------------------- | ---------------- |
| Charanguinha      | 1984      | 1988, 1990, 1992, 1993, 1995, 1996, 1997, 1998, 2000, 2002, 2004, 2005, 2007, 2009, 2012, 2014 | 16               |
| Costa de Prata    | 1983      | 1989, 1991, 19942, 1999, 2003, 2006, 2008, 2010, 2013, 2015, 2016, 2017, 2018, 2019            | 14               |
| Juventude Vareira | 1987      | 19942, 2001, 2011                                                                              | 3                |
| Kan-Kans          | 19781     | 3.er lugar                                                                                     | 0                |

1- Fundado en 1978, desfila como Escuela de Samba desde 1990.
2- En 1994, las Escuelas de Samba "Costa de Prata" y "Juventude Vareira" quedaron ambas clasificadas en primer lugar ex aequo.

### Grupos Carnavalescos
| Nombre      | Fundación | Palmarés (años en que venció o mejor clasificación obtenida)                                         | N.º de Victorias |
| ----------- | --------- | --- | ---------------- |
| Carrucas    | 1982      | 5.º lugar                                                                                            | 0                |
| Catitas     | 1971      | 2.º lugar                                                                                            | 0                |
| Cóndores    | 1959      | 1959, 1961, 1964, 1967                                                                               | 4                |
| Garimpeiros | 1970      | 1977                                                                                                 | 1                |
| Hippies     | 1968      | 1978, 1979, 1983                                                                                     | 3                |
| Marados     | 1976      | 1984, 1986, 1997, 2003, 2004, 2009                                                                   | 6                |
| Marroquíes  | 1980      | 4.º lugar                                                                                            | 0                |
| No Precisa  | 1980      | 3.er lugar                                                                                           | 0                |
| Pierrots    | 1982      | 19981                                                                                                | 1                |
| Pindéricus  | 1972      | 2.º lugar                                                                                            | 0                |
| Pinguins    | 1968      | 1968, 1972, 1973, 1974, 1980, 1982, 1985, 1988, 1992, 1996, 1999, 2002, 2006, 2007, 2008, 2016, 2019 | 17               |
| Vampiros    | 1971      | 1989, 1990, 2011, 2013, 2015, 2017                                                                   | 6                |
| Xaxas       | 1971      | 1993, 1994, 1995, 2000, 2005, 2010, 2012, 2014, 2018                                                 | 9                |
| Zuzucas     | 1973      | 1991, 19981, 2001                                                                                    | 3                |

1- En 1998, los Grupos "Pierrots" y "Zuzucas" se quedaron ambos clasificados en primer lugar ex aequo.

### Grupos de Passerelle
| Nombre                      | Fundación | Palmarés (años en que venció o mejor clasificación obtenida)            | N.º de Victorias |
| --------------------------- | --------- | ----------------------------------------------------------------------- | ---------------- |
| Bailarines de Válega        | 1983      | 1996, 2002, 2003, 2008, 2009, 2010, 2011, 2013, 20153, 2016             | 10               |
| Barulhentas                 | 1980      | 2019                                                                    | 1                |
| Joanas del Arco de la Vieja | 1992      | 1992, 1993, 1994, 19981, 1999, 2001, 2004, 2005, 2006, 2007, 2017, 2018 | 12               |
| Llevados del Diablo         | 1965      | 1965, 1969, 1970, 1971, 1981                                            | 5                |
| Melindrosas                 | 1967      | 1991, 2000, 20153                                                       | 3                |
| Palhacinhas                 | 1965      | 1987, 1995, 1997, 19981, 2004, 2012, 2014                               | 7                |

1- En 1998, los Grupos "Joanas del Arco de la vieja" y "Palhacinhas" se quedaron ambos clasificados en primer lugar ex aequo.
2- En 2004, los Grupos "Joanas del Arco de la vieja" y "Palhacinhas" se quedaron ambos clasificados en primer lugar ex aequo.
3- En 2015, los Grupos "Bailarines de Válega" y "Melindrosas" se quedaron ambos clasificados en primer lugar ex aequo.